# Laguna Yapascua
La Laguna de Yapascua o Laguna Yapascua es un cuerpo de agua que se encuentra ubicada en la costa del Municipio Puerto Cabello al norte del Estado Carabobo en la Región central del país suramericano de Venezuela. Posee una superficie estimada en 38 hectáreas (equivalentes a 0,38 kilómetros cuadrados). Constituye una de las principales atracciones naturales y turísticas del litoral carabobeño.
Se localiza a unos 9,3 kilómetros al este de la ciudad de Puerto Cabello, y a 4,8 kilómetros de la Isla Larga la más oriental de las que forman el Parque Nacional San Esteban. Muy cerca se ubica la llamada Ensenada de Yapascua y la playa homónima.
El sitio se encuentra protegida por las leyes venezolanas como parte de un Área Bajo Régimen de Administración Especial. En el sitio no solo se realizan actividades de tipo turístico sino que constituye además un área de investigación científica especialmente por la biodiversidad que rodea sus aguas Incluyendo el arrecife de Coral, manglares y diversas especies de aves y crustáceos.
En el lugar se hacen actividades como snorkel, senderismo, camping pero en 2017 el instituto nacional de Parques de Venezuela (Inparques) limitó temporalmente el acceso al área informando que la llegada masiva de turistas estaba afectando el ecosistema de la región.